# Kenyértörés (film)
A Kenyértörés (eredeti cím: Baker) 2022-ben bemutatott amerikai–kanadai akciófilm Jonathan Sobol rendezésében. A főbb szerepekben Ron Perlman, Emma Ho, Elias Koteas, Harvey Keitel és Joel David Moore látható. 
Világpremierje a 2022-es Austini Filmfesztiválon volt. 2023. július 28-án mutatták be az amerikai mozikban.

## Cselekmény
Pappi idősödő pék, egykor a kormánynak dolgozott bérgyilkosként. Elhidegült, pénzéhes fia, Peter belekeveredik egy drogügyletbe. A férfi néma kislánya, Delfi sértődöttségében kicseréli a kábítószert tartalmazó táskát, ezért apját később lelövik. Ezután Pappinak kell megvédenie unokáját Peter gyilkosaitól.

## Szereplők
| Szerep                                       | Színész          | Magyar hang     |
| -------------------------------------------- | ---------------- | --------------- |
| Pappi, PTSD-ben szenvedő amerikai veterán    | Ron Perlman      | Papp János      |
| Vic, a Kalmár legfőbb embere és végrehajtója | Elias Koteas     | Végh Péter      |
| Peter, Pappi elhidegült fia                  | Joel David Moore | Széles Tamás    |
| Weintrager nyomozó                           | Samantha Kaine   |                 |
| Luca Rispoli                                 | Paolo Mancini    |                 |
| Bannon                                       | Adam Moryto      |                 |
| Tejföl, Peter bűntársa                       | Dax Ravina       |                 |
| Marguerite                                   | Caroline Raynaud |                 |
| Mani                                         | Varun Saranga    |                 |
| Delfi, Peter lánya                           | Emma Ho          | Hegedűs Johanna |
| Kalmár                                       | Harvey Keitel    | Ujréti László   |

## A film készítése
A filmet 2021-ben a Kajmán-szigeteken forgatták.

## Fogadtatás
A Rotten Tomatoes weboldalon 57%-os értékelést kapott 14 kritika alapján, az átlagos értékelése 5,4 pont a tízből.

## Fordítás
- Ez a szócikk részben vagy egészben  a   The Baker (2022 film) című angol Wikipédia-szócikk ezen változatának fordításán alapul.  Az eredeti cikk szerkesztőit annak laptörténete sorolja fel. Ez a jelzés csupán a megfogalmazás eredetét és a szerzői jogokat jelzi, nem szolgál a cikkben szereplő információk forrásmegjelöléseként.